# Eudemão (prefeito da ala)
Eudemão (em latim: Eudaemon; em grego: Ευδαιμων; romaniz.: Eudaimon) foi um oficial romano dos séculos III e IV que esteve ativo no Egito sob Diocleciano (r. 284–305). É lembrado como "prefeito da II ala Hercúlea de dromedários" (praefectus alae II Herculiae dromedariorum) entre 298-300.